# Kreis Hunedoara

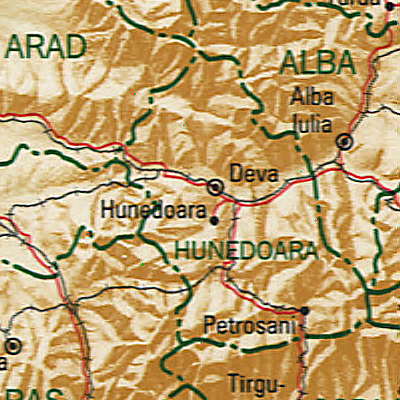
Karte des Kreises Hunedoara

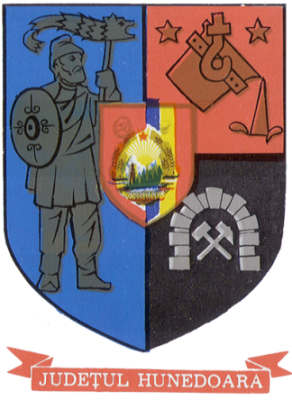
Wappen des Kreises Hunedoara, zur Zeit des Realsozialismus

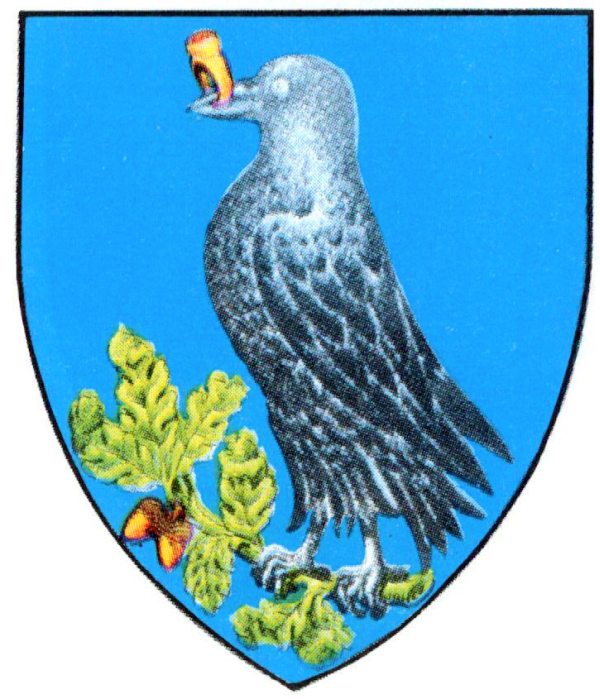
Wappen des Kreises Hunedoara, in der Zwischenkriegszeit

Der Kreis Hunedoara ist ein rumänischer Kreis (Județ) in der Region Siebenbürgen mit der Kreishauptstadt Deva. Seine gängige Abkürzung und das Kfz-Kennzeichen sind HD.
Der Kreis Hunedoara grenzt im Norden sowie im Osten an den Kreis Alba, im Südosten an den Kreis Vâlcea, im Süden an den Kreis Gorj, im Westen an die Kreise Caraș-Severin, Timiș und Arad, an letzteren auch im Nordwesten.

## Bevölkerung
Die Einwohnerzahl einiger Ethnien im Kreis Hunedoara entwickelte sich ab 1930 wie folgt:
| Jahr | Einwohner | Rumänen | Magyaren | Deutsche | Roma  | Ukrainer | Polen | Juden |
| ---- | --------- | ------- | -------- | -------- | ----- | -------- | ----- | ----- |
| 1930 | 319.929   | 261.374 | 37.056   | 7.982    | 4.738 | 492      | 1.090 | 4.659 |
| 1956 | 381.902   | 332.382 | 32.635   | 7.743    | 3.041 | 473      | 575   | 1.668 |
| 1966 | 474.602   | 423.128 | 40.047   | 6.671    | 730   | 505      | 539   | 510   |
| 1977 | 514.436   | 464.949 | 38.340   | 5.406    | 3.347 | 286      | 318   | 297   |
| 1992 | 547.950   | 503.241 | 33.849   | 3.634    | 5.577 | 239      | 248   | 124   |
| 2002 | 485.712   | 450.302 | 25.388   | 1.937    | 6.823 | 218      | 128   | 104   |
| 2011 | 418.565   | 368.073 | 15.900   | 971      | 7.475 | 114      | 51    | 46    |
| 2021 | 361.657   | 300.972 | 9.180    | 500      | 5.449 | 48       | 28    | 37    |

## Geographie
Der Kreis hat eine Gesamtfläche von 7063 km², dies entspricht 2,96 % der Fläche Rumäniens. Im Südwesten Siebenbürgens, in der historischen Region des Hunyad Komitat (Komitat Eisenmarkt) und nördlich des historischen Olteniens der so genannten Kleinen Walachei gelegen, befindet sich der südliche Teil des Kreises in den Gebirgen Retezat und Șureanu; beide sind Teil der Transsilvanischen Alpen. Das Zentrum des Kreises befindet sich im Tal des Mureș (Mieresch), der nördliche Teil im Siebenbürgischen Erzgebirge.
Die größten Flüsse des Kreises sind der in Ost-West-Richtung fließende Mureș, dessen Zuflüsse Strei, Orăștie und Cerna und im Süden der Jiu (Schil).

## Städte und Gemeinden
Der Kreis Hunedoara besteht aus offiziell 486 Ortschaften. Davon haben 14 den Status einer Stadt, 55 den einer Gemeinde. Die übrigen sind administrativ den Städten und Gemeinden zugeordnet.

### Größte Orte
| Stadt/Gemeinde            | deutscher Name | ungarischer Name | Einwohnerzahl |
| ------------------------- | -------------- | ---------------- | ------------- |
| Deva                      | Diemrich       | Déva             | 53.113        |
| Hunedoara                 | Eisenmarkt     | Vajdahunyad      | 50.457        |
| Petroșani                 | Petroschen     | Petrozsény       | 31.044        |
| Vulcan                    | Wolkersdorf    | Vulkán           | 19.772        |
| Petrila                   |                | Petrilla         | 19.600        |
| Lupeni                    | Schylwolfsbach | Lupény           | 18.699        |
| Orăștie                   | Broos          | Szászváros       | 16.825        |
| Brad                      | Tannenhof      | Brád             | 12.690        |
| Simeria                   | Pischk         | Piski            | 11.268        |
| Călan                     | Kalan          | Kalán            | 10.055        |
| Hațeg                     | Hötzing        | Hátszeg          | 08.793        |
| Uricani                   |                | Hobicaurikány    | 06.669        |
| Geoagiu                   | Gergesdorf     | Algyógy          | 05.087        |
| Pui                       | Hühnendorf     | Puj              | 03.682        |
|                           |                |                  |               |
| Aninoasa                  |                | Aninósza         | 03.369        |
| (Stand: 1. Dezember 2021) |                |                  |               |